# Consonante coronale

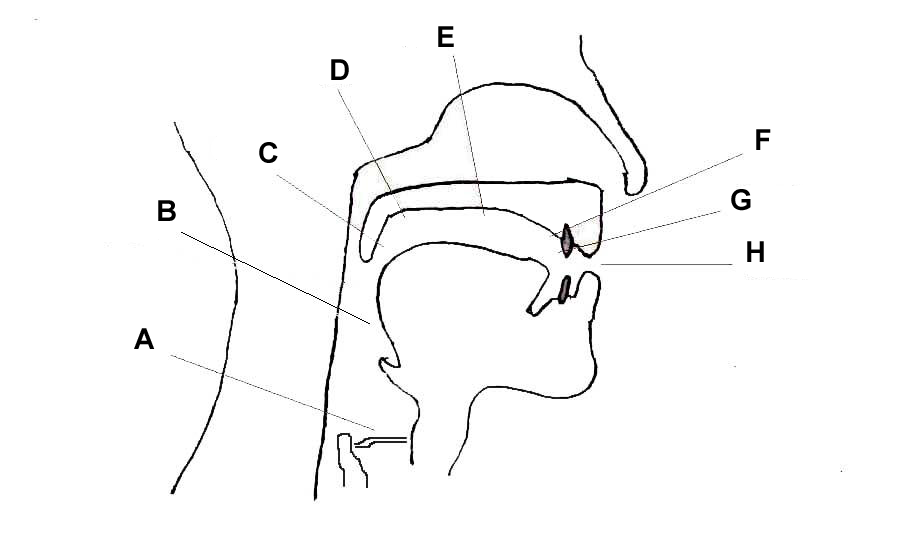
L'apparato fonatorio secondo i luoghi di articolazione: A = glottide; B = faringe; C = ugola; D = palato molle (o velo palatino); E = palato duro; F = alveoli; G = denti; H = labbra.

Una consonante coronale o, più brevemente, coronale, è una consonante articolata con la parte anteriore flessibile della lingua. Soltanto le consonanti coronali possono essere divise in apicali (che usano la punta della lingua), laminari (che usano la lama della lingua), a cupola (con la lingua raggruppata) o subapicali (che usano la parte sottostante della lingua), nonché in pochi altri orientamenti più rari, perché solo la parte anteriore della lingua possiede tale destrezza. Le coronali hanno anche un'altra dimensione, solcata, che si usa per produrre le sibilanti in combinazione con gli orientamenti sopra descritti.

## Luoghi di articolazione
I luoghi di articolazione delle coronali includono le consonanti dentali sui denti superiori, le consonanti alveolari sulle gengiva superiore (la cresta alveolare), le varie  consonanti postalveolari (palato-alveolare a cupola, alveolo-palatale laminare e retroflessa apicale) appena dietro quest'ultima, le vere consonanti retroflesse arrotolate all'indietro contro il palato duro, e le consonanti linguolabiali con la lingua contro il labbro superiore.
(Dall'elenco sottostante mancano le consonanti linguolabiali, alveolo-palatali retroflesse)
| Simbolo IPA | Nome della consonante            | Esempio        | IPA      |
| ----------- | -------------------------------- | -------------- | -------- |
| z           | Fricativa alveolare sonora       | caso           | /ˈkaːzo/ |
| s           | Fricativa alveolare sorda        | sei            | /ˈsɛːi/  |
| ð           | Fricativa dentale sonora         | inglese that   | /ðæt/    |
| θ           | Fricativa dentale sorda          | inglese thud   | /θʌd/    |
| ʒ           | Fricativa postalveolare sonora   | francese jour  | /ʒuʀ/    |
| ʃ           | Fricativa postalveolare sorda    | pesce          | /ˈpeʃʃe/ |
| n           | Nasale alveolare                 | nome           | /ˈnome/  |
| d           | Occlusiva alveolare sonora       | duro           | /ˈduro/  |
| t           | Occlusiva alveolare sorda        | tema           | /ˈtɛma/  |
| ɹ           | Approssimante alveolare          | inglese reef   | /ɹiːf/   |
| l           | Laterale approssimante alveolare | letto          | /ˈlɛtto/ |
| r           | Vibrante alveolare               | spagnolo perro | /pero/   |
| ɾ           | Monovibrante alveolare           | spagnolo pero  | /peɾo/   |

## Nel mondo
In arabo e in maltese, le lettere rappresentanti consonanti laminari sono dette lettere solari, e hanno la proprietà di assimilare la laterale lām dell'articolo determinativo al- o el- precedente. In ciò contrastano con le altre consonanti che non hanno questa proprietà, che rappresentano consonanti non coronali e che son dette lettere lunari. Il nome deriva rispettivamente dai sintagmi nominali al-shams, pronunciato ash-shams, che significa "il sole", e al-qamar che significa "la luna".
Nelle lingue aborigene, le coronali tendono a essere in contrasto con le consonanti periferiche (labiali e velari), o non-coronali. 